# Fiumanka
Fiumanka är en årligen återkommande regatta i Rijeka i Kroatien. Regattan har organiserats sedan år 2000 och hålls den andra helgen i juni. Den är öppen och kostnadsfri för alla deltagare. 
Kappseglingsrutten går från Rijekas hamn till Omišalj (på ön Krk) och tillbaka och drar deltagare och publik från hela världen.

## Fotnoter
1. ↑  ”Fiumanka – Riječki praznik pod jedrima” (på kroatiska) ( PDF). Fiumanka. Arkiverad från originalet den 5 mars 2016. https://web.archive.org/web/20160305004322/http://www.fiumanka.eu/ext/img/press_room/objave/objava_konferencija.pdf. Läst 5 mars 2013.
2. ↑  Rijekas turistråd Arkiverad 24 april 2017 hämtat från the Wayback Machine. (engelska)